# Gilles Personne de Roberval
Gilles Personne de Roberval   (Noël-Saint-Martin, 9 d'agost de 1602 - París, 27 d'octubre de 1675) (o Personier) fou un matemàtic i físic francès, professor al Collège de France. Va idear l'anomenat mètode dels indivisibles per a calcular la quadratura de les superfícies i el volum dels sòlids, va demostrar la regla de composició de forces i va descriure la balança que duu el seu nom i que l'ha fet universalment famós.

## Orígens
El naixement de Gilles a Villeneuve-sur-Verberie fou casual perquè coincidí que la seva mare era segadora i treballava als camps per la collita d'estiu. Els pares, Pierre Personne i Jeanne La Dru eren pagesos de Roberval, a un quilòmetre del seu indret de naixement. Així doncs, el nom pel qual és conegut Gilles no és pròpiament el seu cognom de família sinó el seu lloc d'origen. De tots els germans fou l'únic que rebé educació, en gran part per l'interès del capellà del poble veí de Rhuis, almoiner de la reina Maria de Mèdici, que detectà la dimensió intel·lectual del jove. Va rebre una sòlida formació en matemàtiques, llatí i grec.

## Formació
Ben aviat, Gilles va iniciar un viatge per tota França a la recerca de perfeccionament dels seus coneixements. S'anà guanyant la vida com a professor particular. Passà per Bordeus, on conegué el matemàtic Pierre de Fermat. El 1627 era a La Rochelle, on participà en el setge de la vila i hi conegué Descartes. L'any següent passà a París, on entrà en contacte amb personatges de la talla de Mersenne, Pascal, Torricelli, Huygens, Gassendi, Hobbes.

## Magisteri
El 1631 va obtenir una càtedra de filosofia a la Universitat de París. L'any següent hi afegí una càtedra de matemàtiques al College de France. I encara n'acumulà una tercera en succeir Pierre Gassendi. Guanyà una gran reputació com a ensenyant i impartí cursos d'Aritmètica, Geometria, Astronomia, Òptica, Mecànica i Música.
Malgrat tot, els seus orígens humils, les seves maneres rústiques i el seu temperament arrauxat el portaren sovint a polemitzar amb els seus contemporànis com ara Descartes, Fermat, Pascal o Torricelli, especialment amb el primer de ells.
El 1666 fou escollit per Lluis XIV com un dels set científics que havien de fundar l'Acadèmia Reial de les Ciències i, com a tal, es convertí en perceptor d'uns emoluments notables a afegir a les tres càtedres universitàries. Participà activament en els debats de l'Acadèmia sobretot en les seves especialitats: gravetat, astronomia i mecànica.

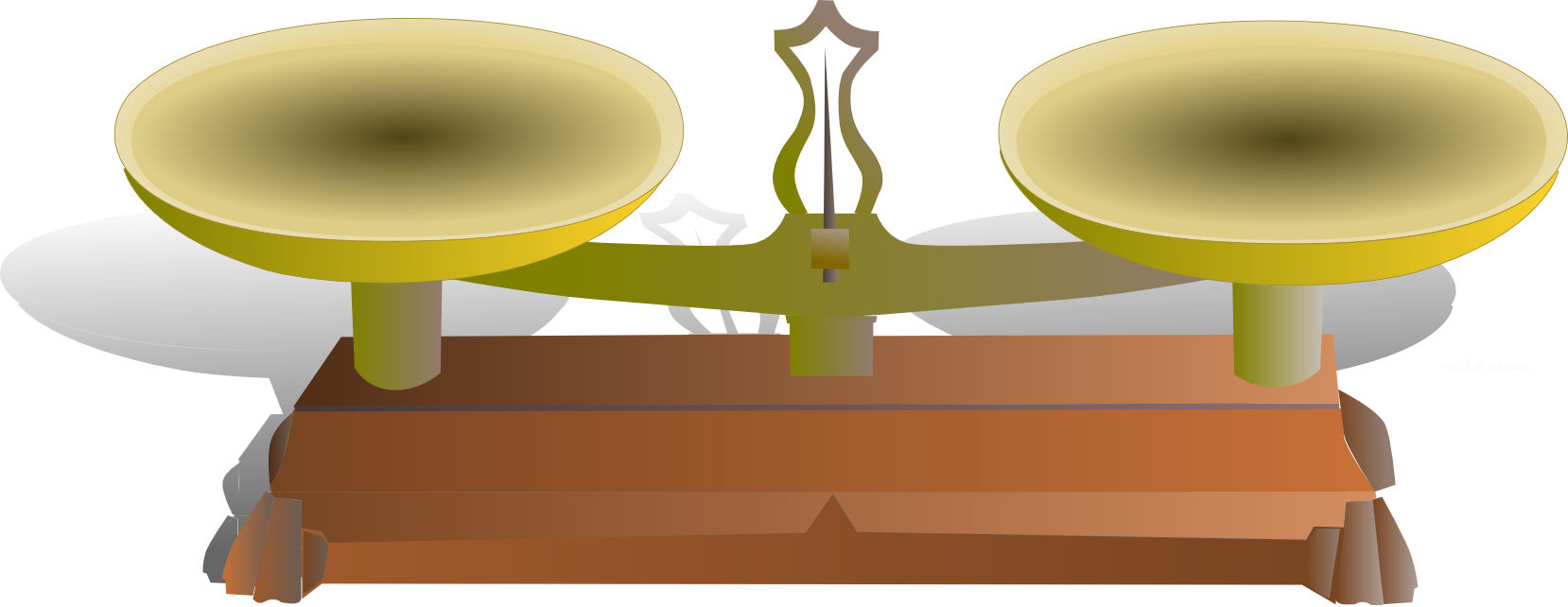
Balança de Roberval.

El 1669 presentà a l'Acadèmia la descripció de la balança que portaria el seu nom i el faria universalment conegut. La seva proposta es basava a col·locar els plats a sobre dels vèrtexs d'un paral·lelogram deformable la qual cosa fa que aquests sempre estiguin horitzontals.
Roberval va morir solter als 73 anys a París i deixà els seus escrits a l'Acadèmia.

## Obra
Tot i que només va publicar tres treballs durant la seva vida, va deixar una bona quantitat de manuscrits que van ser publicats, parcialment el 1693 en una obra col·lectiva de l'Acadèmia de Ciències de París. Altres obres van quedar sense publicació fins a temps recents. Les seves obres publicades van ser un Traité de méchanique (1636), Aristarchi Samii de mundi systemate (1644) i unes notes sobre el vuit, De vacuo narratio, publicades juntament amb algunes obres de Blaise Pascal.
L'obra científica, publicada i no publicada, de Roberval és molt diversa i amb contribucions notables en tots els camps que eren d'actualitat en el seu temps. Tal vegada, el seu caràcter litigant no li va permetre de lluir en el seu moment totes les seves aportacions però, pel que sembla, en molts aspectes fou precursor de punts de vista que esdevindrien claus en diverses disciplines.
En Mecànica, precisà el concepte de força, en deduí la regla de composició, corregí la noció de centre de gravetat i anticipà la idea d'atracció universal. En Física experimental, va realitzar experiències que demostraven la pressió de l'aire i el seu pes, en controvèrsia amb Torricelli. En Geometria, desenvolupà el mètode dels indivisibles, en paral·lel a Cavalieri, aplicant-lo amb èxit a la determinació de la quadratura de longituds, superfícies i volums (són famosos els seus estudis pioners de les corbes sinusoide i cicloide). Proposà mètodes per la construcció de tangents a corbes que obriren el camí al càlcul infinitesimal, desenvolupat posteriorment per Newton i Leibniz. En Filosofia s'anticipà en les idees que un segle més tard desencadenarien en la Il·lustració, donant molta importància a la difusió de la ciència a la societat i a la cultura tecnològica. En cosmologia va ser un ferm partidari de Copèrnic.

## Honors
El 1987, la Université de Technologie de Compiègne va instaurar el Premi Roberval per a guardonar treballs orientats a l'explicació de la tecnologia, sigui al gran públic o als estudiants.
Té carrers a diverses ciutats de França, així com instituts, dedicats al seu honor.